# Evangelische Kirche Oberschüpf

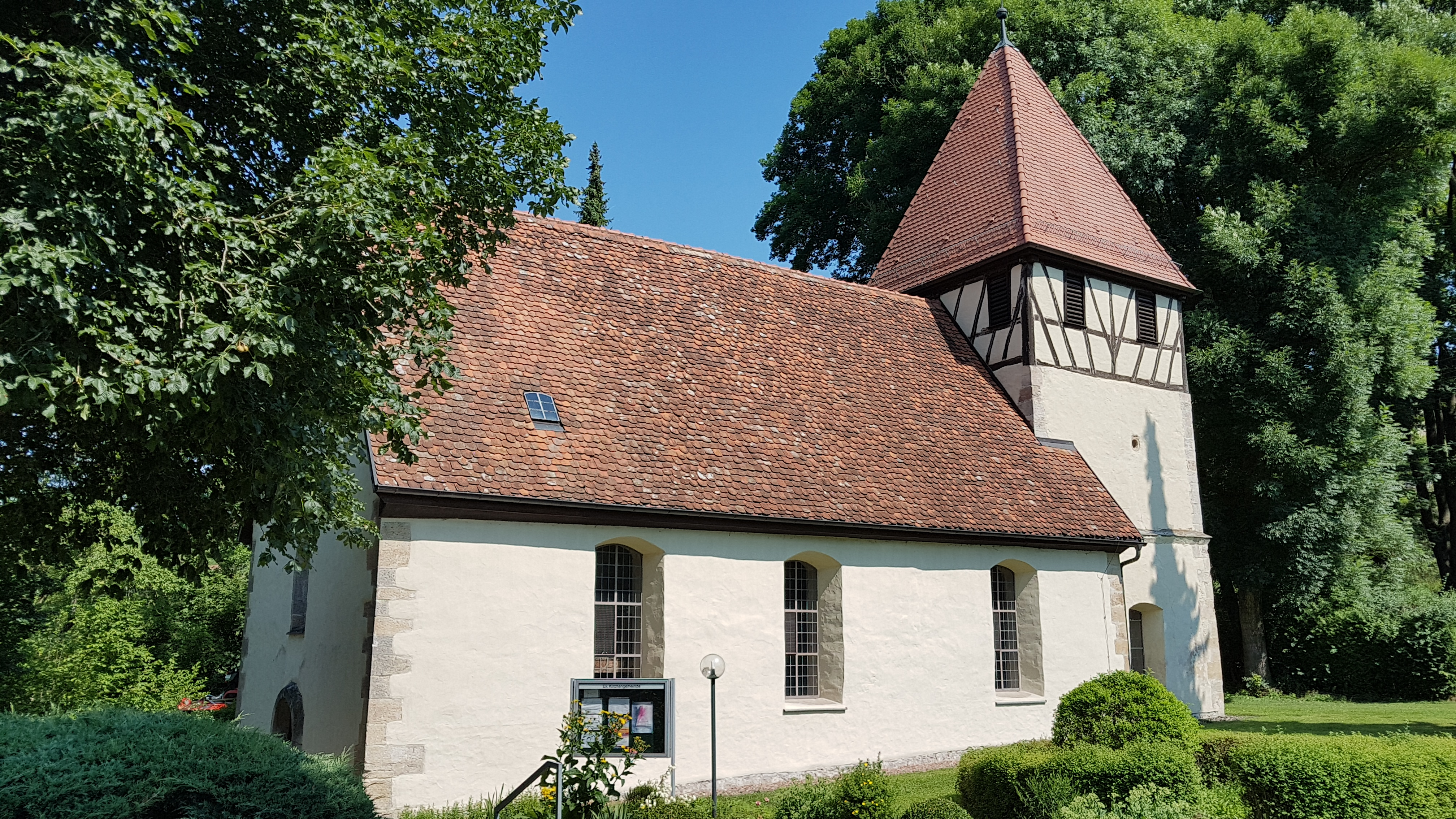
Evangelische Kirche Oberschüpf

Die Evangelische Kirche steht in Oberschüpf, einem Stadtteil von Boxberg im Main-Tauber-Kreis von Baden-Württemberg. Das Bauwerk ist beim Landesamt für Denkmalpflege Baden-Württemberg als Baudenkmal eingetragen. Die Kirchengemeinde Oberschüpf bildet zusammen mit den Kirchengemeinden Unterschüpf und Lengenrieden die Kirchengemeinde Schüpfer Grund im Kirchenbezirk Adelsheim-Boxberg der Evangelischen Landeskirche in Baden.

## Beschreibung
Die Saalkirche ist im Kern eine um 1200 erbaute romanische Wehrkirche, die später verändert wurde. Sie besteht aus einem Langhaus und einem Chorturm auf quadratischem Grundriss im Nordosten. Er wurde mit einem Geschoss aus Holzfachwerk aufgestockt, das den Glockenstuhl beherbergt, und mit einem Pyramidendach bedeckt. 
In den Innenräumen des Langhauses und des Chors, also dem Erdgeschoss des Chorturms, sind die um 1290 entstandenen frühgotischen Wandmalereien fast vollständig erhalten.